# Манзат
Манзат (Manzât, також пишеться як Mazzi'at, Manzi'at і Mazzêt), іноді відома під шумерським ім'ям Тіранна (dTIR.AN.NA) — месопотамська та еламська богиня, яка символізувала веселку. Вона також вважалася відповідальною за процвітання міст.
В Еламі Манзат вшановували в низовинах поблизу Суз, особливо в районі, відомому як Хубшен, пов'язаному з археологічними пам'ятками Дех-е Ноу і Таппех Хорріє, тоді як у Месопотамії її асоціювали з Дером, хоча є також докази, що її шанували в Ніппурі, Ларсі та інших містах.

## Ім'я
Ім'я Манзат є звичайним аккадським іменником і означає «веселка», хоча точна етимологія слова невідома. Також відома шумерська форма імені цієї богині, Тір-Анна («дуга неба»), але, ймовірно, це була штучна конструкція, оскільки знак TIR загалом означає шумерське слово qištu, «ліс», яке лише набуло додаткового значення «дуга» через подібність до аккадського слова qaštu, «дуга». Тіранна вказана як альтернативна назва Манзат в списку богів Вайднера (рядок 3') і в An = Anum. Написання dTIR.AN.NA також використовувався в списках жертвоприношень першої Сілендської династії, а іноді і в написанні теофоричних імен в інших місцях, щоб логографічно представити теонім Манзат.

## Походження
Загальноприйнято вважати, що Манзат мала аккадське походження. Одетт Бовін стверджує, що можливо, що вона походить з Еламу, оскільки найдавніші тексти, які вказують на те, що її вгшановували в Месопотамії, спочатку були неправильно датовані аккадським періодом, але згодом було виявлено, що вони належать до періоду третьої династії Уру. Таким чином, вони є більш пізніми, ніж згадка про цю богиню в договорі між Аккадською імперією та невизначеним еламським царством, і тому цілком можливо, що Манзат з'являється там як еламська, а не месопотамська богиня. Однак боги, яких закликають у ньому, не є виключно еламськими, на що вказує присутність Ілаби, Ішхари, Нінкаррака та Нінурти. Крім того, за словами Тонії Шарлах, наразі немає доказів появи будь-яких еламських божеств в архівах Третьої династії Ура. Проте Гері Бекман і Пьотр Тарача стверджують, що Пінікір, еламська астральна богиня, була отримана хурритами від месопотамського посередника наприкінці ІІІ тисячоліття до нашої ери.

## Характер

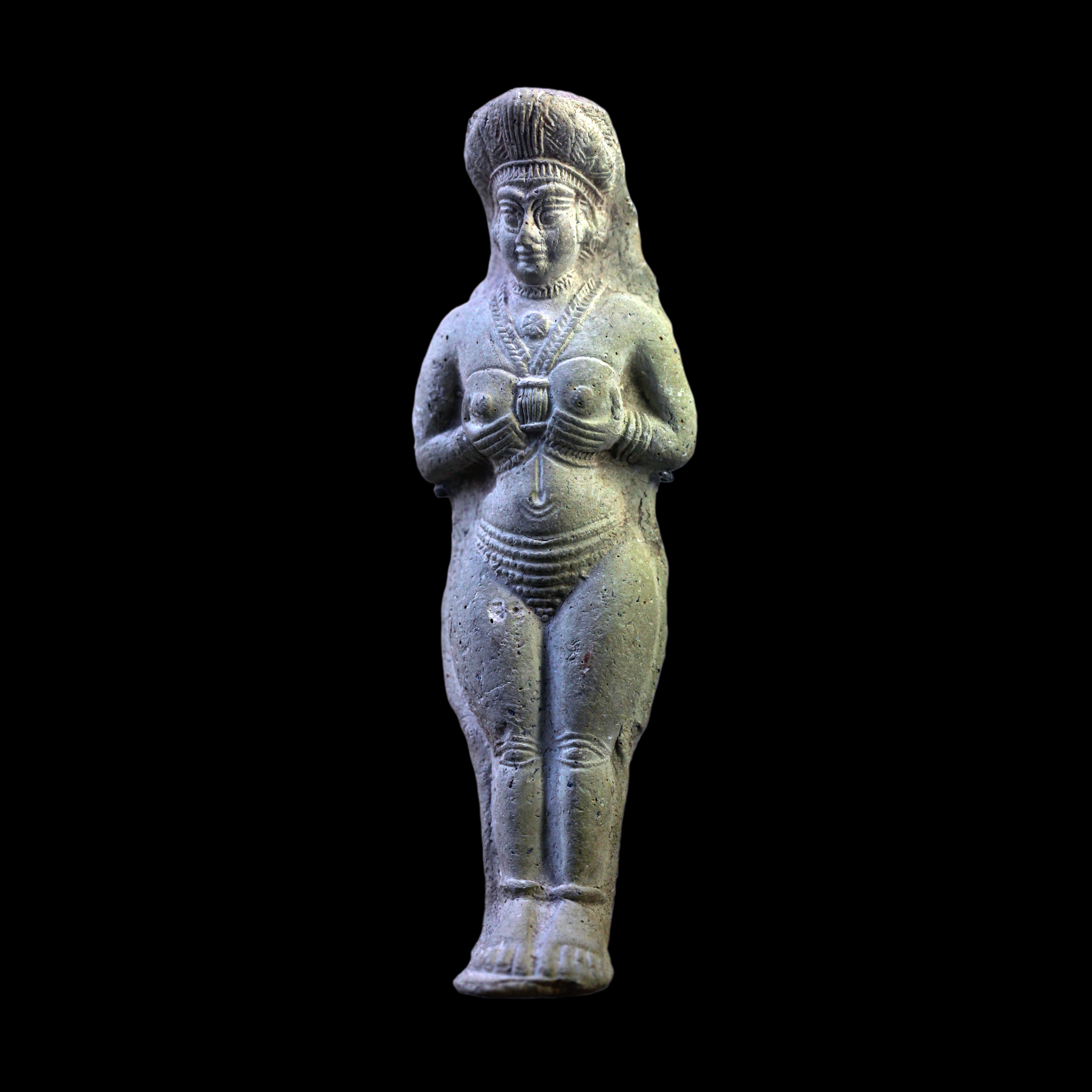
Еламська фігура жінки, яка стискає груди. Лувр.

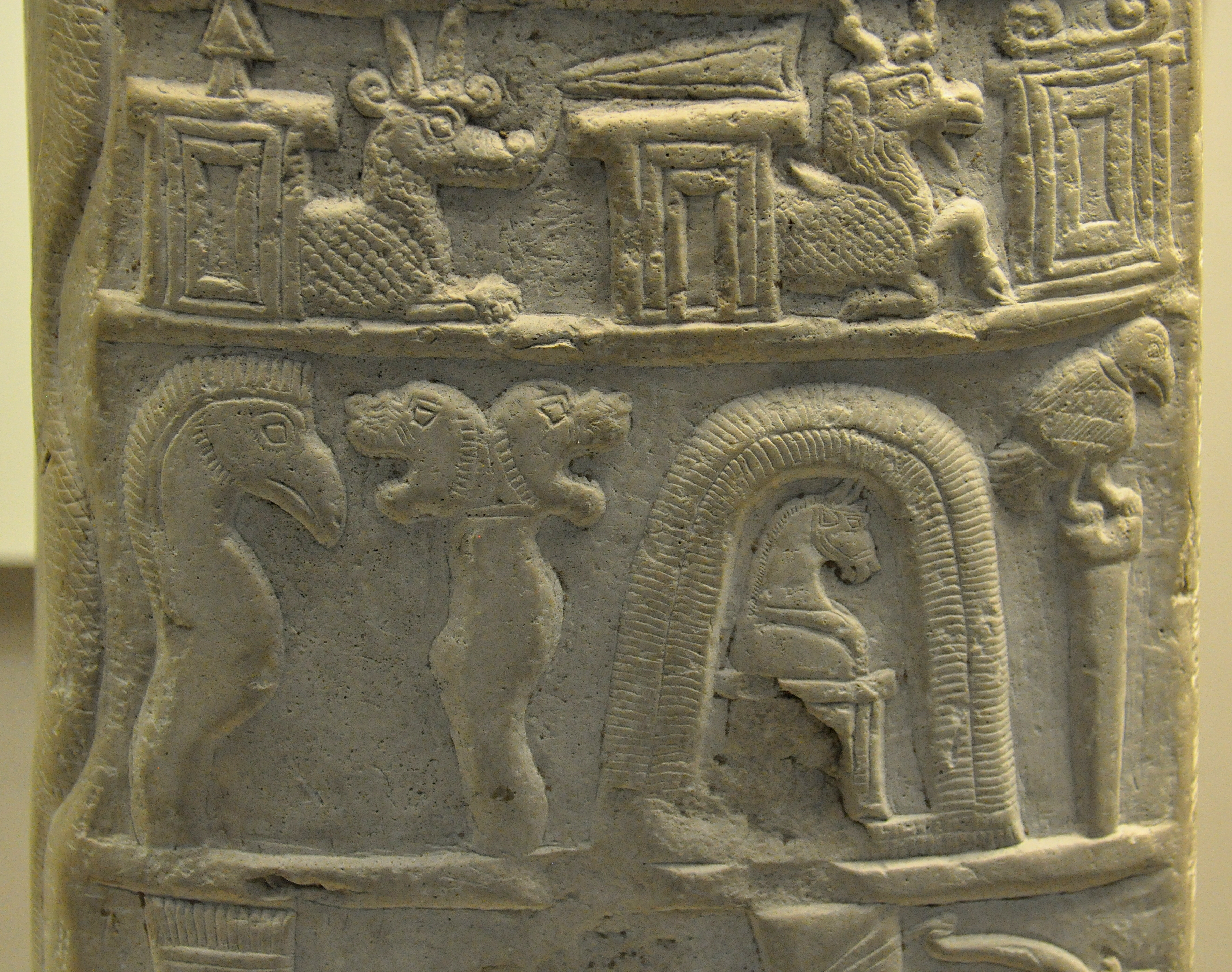
Символ голови коня (нижній ряд, другий праворуч) на кудурру. Британський музей.

Як зображення веселки, Манзат була небесною богинею. Її епітети або альтернативні імена, згадані у месопотамських текстах, включають Нінгішуранна (шумерське: «володарка постанов небес»), Табанна («супутниця небес») і Уруальшарра («та, що змушує місто процвітати»), тоді як еламський цар Хутелутуш-Іншушинак звертався до неї як zana rišarri, «велика пані». Виходячи з останнього з месопотамських епітетів та їхньої спільної асоціації з Сімутом, можна припустити, що Манзат — те саме божество, що й Белет-алі, «володарка міста», і що вона вважалася відповідальною за добробут міст.
Єдиний текст стосується кігтів (рі-іт-ті) Манзат.

### Зірка Тирана
Цілком можливо, що Манзат поділилася своїм ім'ям із зіркою, mul(d)TIR.AN.NA, хоча Вілфред Г. Ламберт вказав лише на логографічне шумерське написання назви, а не складове аккадське та еламське, яка використовувалася для позначення цього небесного тіла, вказуючи на те, що ім'я зірки було Тіранна, можливо, у цьому випадку означає «Зірка дуги», а не «Веселка». За словами Джеремі Блека та Ентоні Гріна, які, на відміну від Ламберта, ідентифікують її просто як «Манзат», ця зірка була представлена як голова коня, оточена так званими «воротами» на кудурру. Однак Урсула Сеїд у своєму дослідженні іконографії кудурру приходить до висновку, що символ голови коня має бути пов'язаний з невідомим, можливо, немесопотамським місцевим божеством, якому поклоняються високогірні громади поблизу сучасного Кіркука. Таллей Орнан припускає, що це був каситський символ. Мауріц ван Лун дійсно припускає, що символи «воріт» у мистецтві представляють веселку, але він прямо заявляє, що його теорія пов'язана не з Манзат, а скоріше з богинею дощу Шалою. Він вказує на те, що храм Шали й Адада в Чогха-Занбілі був поруч із храмом Манзат. Він вважає можливим, що знайдені на цьому місці фігури оголених жінок, що стискають груди, можуть символізувати богиню погоди (Шала або Манзат), а їхні прикраси — веселку.

## Богослужіння
Теофорні імена, що свідчать про поклоніння Манзат, відомі як в Еламі, так і в Месопотамії, приклади включають Манзат-ілі («Манзат — моя богиня»), Манзат-уммі («Манзат — моя мати»), Данум-Манзат («Манзат — могутня»), Ша-Манзат («Він від Манзат»), Манзат-рабат («Манзат — велика») та Пузур-Манзат.

### У Месопотамії
Свідчень поклоніння Манзат в Месопотамії відносно мало. Найдавнішим підтвердженням цього є аккадські особисті імена періоду третьої динстії Уру Гірсу. Її також шанували в Ларсі в старовавилонський період. Пізніше вона була серед божеств, яких вгшановували на території першої династії Сіленду, де вона отримувала підношення під час святкування Нового року. У списках пропозицій з цієї області вона фігурує поряд з Інанною з Ларси, і цілком можливо, що її присутність у пантеоні Сіленду була результатом продовження традицій цього міста. Лише одне теофорне ім'я, яке засвідчує поклоніння Манзат, присутнє у відомих документах Сіленду.
Шанування Манзат також згадується в джерелах Ніппура між старовавилонським і середньовавилонським періодами. У цьому місті знаходився святилище, присвячене їй, назва якого наразі невідома. Додаткові докази каситського періоду включають два теофоричних імені. За топографічним текстом, у Вавилоні існувало чотири святині, присвячені Манзат. Храм під назвою E-Tiranna (E.dTIR.AN.NA, «будинок веселки») існував у Кеші, одному з двох культових центрів Нінхурсага. Наприкінці другого або в першому І до нашої ери Манзат також вгшановували в Дер, як засвідчено в пізньому гімні Нанайї, де вона перераховується серед міських богинь і дружин міських богів, поряд із Шала (Каркар), Бау (Кіш) та Іштар (Урук).
У списку богів Вайднера Манзат (Тіранна) з'являється поруч із Шерумом, обожнюванням червоного неба вранці, і Магіданною, уособленням ранкової зорі, яка, як вважають, є альтернативним ім'ям божества Кабта. У списку ніппурських богів вона належить до групи божеств, пов'язаних з Нісабою. Вона також фігурує в списку богів, відомому з Марі, хоча, як припускають, походить із південної Месопотамії, у якому вона поміщена між богинею медицини Нінтінуггою та Маму, божеством снів. Вона і Маму з'являються поруч чи то через acrography, чи то через омофонію їхніх імен. Ще один західний документ, у якому згадується про неї, — це хурритський список богів від Емара, який пояснює ім'я Тір-ан-на як ka-aš-te, хурритське слово «дуга».

### В Еламі
В Елам Манзат вона вперше з'являється в договорі Нарам-Сіна з невідомим монархом, хоча прийнято вважати, що в цьому випадку її слід розглядати як аккадське божество. Згадки про поклоніння Манзат відомі головним чином з Еламської низовини, особливо із Суз та їх околиць, так само як і у випадку з такими божествами, як Лагамаль, Пінікір, Адад і Шала.З нею були тісно пов'язані місця Де-е Нау і Таппех Хорріє,, і цілком можливо, що в цих місцях її вважали богинею міста. На підставі епіграфічних свідчень було запропоновано, що еламське місто, яке відповідає сучасному Де-е Нау, у давнину було відоме як Хубшен, але Даніель Т. Поттс зазначає, що написи стосуються лише землі, а не конкретно міста, що носить цю назву. Еламський цар Іге-Халкі відновив старий кукунну (еламською: «високий храм») Манзата в Дех-е Ноу і залишив напис, написаний аккадською мовою, за яким «Манзат-Іштар» передала йому «царство над Сузами та Аншаном». Шутрук-Наххунте стверджував, що він відремонтував храм у цьому місці, побудований його попередниками. Той самий цар також побудував храм, присвячений їй і загадковому божеству, позначеному логограмою NIN.DAR(.A) у Таппех Хорріє, зазначаючи у своїх написах, що він сподівається, що викликане божество (імовірно Манзат) зробить землю Хубшен щасливою. Кутір-Наххунте також відреставрував храм Манзата в Хубшені, імовірно той самий, що й його попередники.
Ще одне місце, пов'язане з Манзат, було Пі-ша-ан-не, згадане в тексті з Суз. За написами царів Шутрук-Наххунте та Хутелутуш-Іншушинак, місця поклоніння Манзат та Сімуту, які розглядалися як пара, існували в самих Сузах. Теофоричні імена, що закликають її, також згадані в текстах з Хафт-Таппе що може відповідати стародавньому Кабнаку.
Написи Унташ-Напіріші стверджують, що він побудував храм Манзат, який згадується під епітетом «жінка Сіян Кук» («священна священиця») у Чогха Занбіл. Белет-алі вгшановували в тому ж місці, що й Сімут. Засвідчено також сиян-хусаме (еламською: «храм у гаю»), присвячений Манзат, і на цій підставі стверджується, що такі святилища не мали поховальної функції, всупереч поширеному в науці припущенню про існування сиян-хусаме, присвячених божествам підземного світу, таким як Іншушинак і Лагамал.
Жодні свідчення про Манзат з Еламу не з'являються пізніше 1050 року до н. е., що може вказувати на те, що в І тисячолітті до н. е. їй вже не вгшановували, або що вона з'являється лише під невстановленим на сьогоднішній день альтернативним ім'ям.

## Асоціації з іншими божествами
Є деякі свідчення того, що в Месопотамії Манзат вважали дружиною Іштарана, бога-покровителя Дера. Франс Віггерманн описує джерело, що документує цю традицію, як «пізній теологічний текст».
В еламських джерелах Манзат часто з'являється поруч із Сімутом, божеством, відомим як «вісник богів» і пов'язаним з планетою Марс, а в Месопотамії — з Нергалом. У науці прийнято припускати, що вони вважалися парою. У написах з Де-е Нау Манзат фігурує з божеством NIN.DAR.A, яку Деніел Т. Поттс ідентифікує як богиню. Однак Воутер Генкельман припускає, що NIN.DAR.А був чоловіком і, можливо, його можна ототожнити з Сімутом. Ім'я Ніндара або Ніндар спочатку належало чоловічому месопотамському божеству, чоловікові богині Нанше, якому вгшановували в Лагаші, Гірсу та Кієсі. Невідомо, чи «Нергал з Хубшена» і «Айя з Хубшена», відомі з ассирійських джерел, пов'язані з NIN.DAR.A і Манзат, також пов'язаними з цією місцевістю.
У списку богів Месопотамії Ан = Анум Манзат з'являється без чоловіка, хоча їй приписують невідомого в іншому випадку сина, Лугалгідду, а також суккалка (божество, що супроводжує), Силілітум. Лише одна відома копія списку зберігає рядки, у яких згадуються ці божества, тому, за Вілфредом Г. Ламбертом, не можна виключити певний ступінь спотворення тексту. Ім'я Лугальгідди шумерське, тоді як ім'я Силілітума, ймовірно, семітського походження. Силілітум був жіночим божеством, на що вказує етикетка munusSUKKAL, «жінка-візир». Вона поділилася своєю назвою з десятим місяцем у місцевому календарі Сузи та, за Ламбертом, з типом птаха (šinūnūtu). Можливість того, що Силілітум був пов'язаний із Силілі, божеством, відомим виключно з одного уривка в епосі про Гільгамеша, Ендрю Р. Джордж вважав малоймовірною.
Іноді науковці пропонують зв'язок між Манзат та Іштар, як правило, на основі того факту, що (d)Tir-an-naki є пізнім записом імені Урук, але, за Вілфредом Г. Ламбертом, немає вагомих доказів на користь цієї теорії. У той час як богиня, відома зі староассирійської торгової колонії Канеш, Ištar-ZA-AT, іноді тлумачиться як «Іштар веселки» або прямо як Манзат, малоймовірно, що це правильне читання імені. Також були запропоновані інші тлумачення, такі як «Іштар-ербат». За Даніелем Т. Поттсом, поява «Манзат-Іштар» у написі Ігі-Галки з Де-е Ноу також не є ознакою синкретизму, і це ім'я слід розуміти як «богиня Манзат». Використання ištar або ištarum як загального іменника, який може стосуватися будь-якої богині, синонім iltum, жіночої форми ilu («богиня»), сягає старовавилонського періоду. Щоб відрізнити його від імені Іштар, його постійно писали без так званого «божественного визначника». Приклад можна знайти в короткому описі Ішḫара в Атрахасісі.
В одному заклинанні Маклю Манзат описується як сестра месопотамського бога сонця Шамаша, а також як дочка його батьків, Нінгала та Сіна.
В єдиному списку ассирійських богів епітети Манзат були переназначені на Нінхурсаг.
Ірен Сіббінг-Плантхолт стверджує, що завдяки подібній ролі в міжнародних договорах, таких як договір Нарам-Сін, Манзат можна порівняти з Нінкарраком.